# Hanumanthanahalli, Challakere
Hanumanthanahalli là một làng thuộc tehsil Challakere, huyện Chitradurga, bang Karnataka, Ấn Độ.